# 梦回朝歌
《梦回朝歌》，原名《朝歌》，待播的中国大陆商周时期古装电视剧，于正作品，吴谨言、張哲瀚、保剑锋、許凱、鍾欣潼等主演的古装神話剧。 2016年9月13日，在新疆喀纳斯开机，2017年2月6日杀青。

## 剧情
剧情讲述商周两代王朝更迭之际，由商朝武乙在此建陪都朝歌发生在商朝紂王帝辛與周武王姬发二代君王之间的权谋。

## 演员列表
| 演員            | 角色             | 介紹 |
| 吴谨言          | 蘇妲己/月好/幽姬 | 帝辛之王后，與紂王暴虐無道，是伯邑考的舊情人，商朝將軍蘇護之女，无忧无虑长大，不懂人间疾苦的侯府千金。长相俊秀，备受帝辛的宠爱，入宫成为妃子之前，她曾是一个天真烂漫、善良，喜好自由，明事理的女子。                                                                                         |
| 張哲瀚          | 姬發             | 西岐的王子，周文王姬昌与太姒的嫡二子，西周开国君主，正妻为邑姜，文武双全，拥有着广阔的胸怀与长远的眼光，在商朝民不聊生的时候，揭竿而起，救民于水火之中姬昌死後最後滅商朝建立西周，是為周武王，成就一代明君，在朝歌做质子。                                                                   |
| 保剑锋          | 帝辛             | 即後世人所稱的紂王，商朝最後一位君主，在牧野之戰被姬發大敗致商朝滅亡，最後逃到鹿台自焚而死。 |
| 鍾欣潼          | 河桑             | 羽族女王，巾幗不讓鬚眉，是一個把愛和權利看得並重的女子，也是武庚的摯愛。 |
| 米热            | 武庚             | 帝辛之子，一位才华盖世却被亲情所困的少年王子，因为处于继承人的位置，不但要遭受各方陷害，同时也要忍受父王的猜忌，而他想成为王的目的很简单，就是保护他犯了死罪女扮男装进宫的好友邑姜，他爱邑姜，但邑姜不爱他，种种的压抑到最后终于将他逼入绝境，开始疯狂地报复所有对不起他的人，最终走向灭亡。 |
| 林佑威          | 姜尚             | 历史原型：姜子牙 一代谋圣，辅佐姬发灭商建周，胸存纵横四海之志，怀抱吞吐宇宙之气。昆仑山玉虚宫元始天尊的弟子，武王代天伐纣，拜其为扫荡成汤天宝大元帅，正式起兵。擒获妖后狐妲己斩首，纣王自焚而亡。西周王朝正式建立。姜子牙飞往封神台，执榜册封众神，三百六十五路诸神封神完毕，天上神位已满。  |
| 李一桐 客串演出 | 胡仙兒           | 历史原型：千年狐狸精 轩辕三妖中的大姐，狐狸精，為蘇妲己的前身。 |
| 何奉天          | 申公豹           | 商朝国师。曾与姜子牙一同在元始天尊门下学习道法，但永远被姜子牙比下去，只能当一个“万年老二”，表面上与姜子牙关系很好，实际上对姜子牙积怨已久，后因妲己的煽动，帮助妲己打压姜子牙，对付姬发等人。                                                                                               |
| 許凱            | 杨戬             | 姜子牙得力助手，堪称西岐第一大将。 |
| 吳佳怡          | 邑姜             | 姜氏，齊太公呂尚之女，為周朝開國之君周武王之王后，周成王、唐叔虞之母，一心成为一名合格的大夫，为了学习更高明的医术女扮男装进宫，误打误撞进宫跟姬发、武庚结为好友，武庚爱着邑姜，邑姜却爱着姬发。                                                                                             |
| 王一哲          | 雷震子           | |
| 陈数            | 女媧             | 天神，因为对纣王的不敬而动怒，从而派了轩辕坟的三个女妖去迷惑纣王，暗中帮助武王伐纣。 |
| 刘智扬          | 通天教主         | 天神，元始天尊的师弟，法力通天。暗中帮助纣王对抗周武王。 |
| 刘敏            | 姜潮汐           | 帝辛姜王后。 |
| 蔣依依          | 灵儿             | |
| 海陆            | 云锦             | |
| 邓莎            | 马迎霜           | |
| 郭雪芙          | 燕久             | |
| 郑国霖          | 姬昌             | 周武王姬發之父親，死後由姬發追諡他為周文王。 |
| 孫紹龍          | 土行孫           | 邓婵玉的丈夫 |
| 白鹿            | 邓婵玉           | 娇蛮大小姐，商汤大将邓九公的女儿，玉虚弟子土行孙的妻子。年轻貌美，性格刚烈，武功不错，擅长刀法，还善使五色石。在渑池之战中，由于土行孙战死在商朝大将张奎的刀下，她悲愤欲绝，骑马冲出大营去报仇，不幸被商朝女将高兰英（张奎之妻）斩于马下。                                                   |
| 白宇 客串演出   | 許教授           | |
| 陈秀丽          | 翩翩             | |
| 张佳宁          | 绮梦             | |
| 何泓姗 客串演出 | 主持人           | |
| 温峥嵘          | 姒夫人           | |
| 石悅安鑫        | 哪吒             | 李靖的三子，姜子牙的師姪，太乙真人的徒弟。 |

## 电视剧歌曲
| 曲序 | 曲目           |
| ---- | -------------- |
| 1.   | 无题（片头曲） |
| 2.   | 无题（片尾曲） |
| 3.   | 无题（插曲）   |